# Salem, Kentucky
Salem är en ort i Livingston County i delstaten Kentucky, USA.